# Tednik (oddaja)
Tednik tudi TV Tednik, je tedenska oddaja o socialnih in družbenokritičnih temah, ki jo TV Slovenija predvaja od 6. januarja 1983.
Sprva so zgodbe so spremljale gospodarsko, kulturno in politično dogajanje, v novejšem obdobju pa Tednik spremlja težave običajnega človeka in aktualne družbenopolitične teme.
Prvo oddajo je v živo vodil njen snovalec Branko Maksimovič, za tem nekaj časa ni imela voditelja, nakar so se zvrstili Darko Marin, Drago Balažič, Barbra Jermann in Janko Šopar (v 14 letih je vodil 566 oddaj, v kontinuiteti od 6. septembra 2007), aktualna voditeljica je s 5. septembrom 2016 postala Jelena Aščić.
Uredniki oddaje so bili: Branko Maksimovič, Jure Pengov, Tadej Labernik, Darko Marin, Drago Balažič, Otmar Pečko,Igor Pirkovič, Jelena Aščić, zdaj je urednik Dejan Ladika, dolgoletni novinar v zunanjepolitičnem in notranjepolitičnem uredništvu ter nekdanji voditelj in urednik Dnevnika.
Oddaja se je večinoma predvajala ob 20.00, vendar sprva ob četrtkih, nato torkih in ponedeljkih.  
V prvih 25 letih so pripravili 1.172 oddaj ter več kot 5.300 prispevkov in zgodb, v 30 letih 1.406 oddaj in 7.500 prispevkov, do konca avgusta 2016 pa 1.588 oddaj.
Od 2003 je Tednik tudi humanitarno obarvan z rubriko Pomagajmo, od leta 2007 sodelujejo z Zvezo prijateljev otrok in mladine Slovenije, s katero zbirajo denarno pomoč za pomoči potrebne. 